# Roman Haubenstock-Ramati
Roman Haubenstock – a od roku 1943 Roman Haubenstock-Ramati (ur. 27 lutego 1919 w Toniach, zm. 3 marca 1994 w Wiedniu) – polski i austriacki kompozytor i grafik żydowskiego pochodzenia.

## Życiorys
Urodził się w Toniach, podkrakowskiej wsi (wówczas gminie jednostkowej), dopiero od roku 1941 wcielonej w obszar Krakowa. Uczęszczał do II Państwowego Gimnazjum im. św. Jacka w Krakowie gdzie złożył egzamin dojrzałości w 1937 r. Następnie studiował muzykologię i filozofię na Uniwersytecie Jagiellońskim oraz w krakowskim Konserwatorium Towarzystwa Muzycznego grę skrzypcową i teorię muzyki u Stefana Schleichkorna. Następnie w latach 1934–1937 doskonalił grę na skrzypcach i studiował kompozycję pod kierunkiem Artura Malawskiego. Od 1937 do 1940 był uczniem Józefa Kofflera, Tadeusza Zygfryda Kasserna, Seweryna Barbaga i Adama Sołtysa w konserwatorium Lwowskiego Towarzystwa Muzycznego.
W 1941 został aresztowany przez władze radzieckie pod zarzutem szpiegostwa i zesłany przez Odessę do Tomska – później amnestionowany dla możliwości wstąpienia jako muzyk wojskowy do Armii Andersa, z którą dotarł przez Turkmenistan, Afganistan, Iran, Irak i Jordanię do Palestyny w 1942 r.
Tutaj, podczas kilkuletniego pobytu – w 1943 r. przybrał drugi człon nazwiska – „Ramati”, występując już od tego momentu jako Roman Haubenstock-Ramati.
Po powrocie do Krakowa był redaktorem „Ruchu Muzycznego” (1947–1949), a następnie kierownikiem redakcji muzycznej krakowskiej rozgłośni Polskiego Radia (1948–1950).
W 1952 wyemigrował z Polski do Izraela, gdzie założył Państwową Bibliotekę Muzyczną w Tel Awiwie. W latach 1954–1956 wykładał też kompozycję w Akademii Muzycznej, będąc jedynym kompozytorem awangardowym wśród wykładowców tej uczelni. Muzyka, którą komponował w Izraelu, okazała się zdecydowanie zbyt zaawansowana i instrumentaliści nie potrafili jej wykonać. Z pomocą przyszedł niemiecki muzykolog Heinrich Strobel, dzięki któremu w 1955 w Donaueschingen odbyło się prawykonanie Recitativo ed aria (Konzert für Cembalo und Orchester, 1954), które przyniosło Haubenstockowi-Ramatiemu pierwszy poważny sukces kompozytorski.
W 1957 przeniósł się do Paryża, gdzie pracował w studiu muzyki konkretnej Pierre’a Schaeffera. Jesienią tego samego roku zamieszkał na stałe w Wiedniu, a w 1960 otrzymał obywatelstwo austriackie. Do 1971 pracował w wydawnictwie muzycznym Universal Edition jako lektor i konsultant. W latach 1973–1989 był profesorem kompozycji w wiedeńskiej Hochschule für Musik und Darstellende Kunst, w której prowadził także Institut für Elektroakustik. Wśród jego uczniów byli Beat Furrer, Edward Bogusławski, Bronisław Kazimierz Przybylski.
Był profesorem wizytującym w Yale i na uniwersytetach w Buenos Aires, Sztokholmie. Prowadził też kursy kompozytorskie i współczesnej notacji muzycznej m.in. w Darmstadt (1964, 1965), Bilthoven (1967), Buenos Aires (1968), Tel-Awiwie (1967–1972), Sztokholmie (1969), San Francisco (1972).
Za wybitne zasługi dla muzyki austriackiej został uhonorowany w 1981 nagrodą Großer Österreichischer Staatspreis für Musik.

## Twórczość
Jego twórczość, która wyrosła z tradycji drugiej szkoły wiedeńskiej, jest jej dodekafoniczną kontynuacją i rozwinięciem, poprzez stosowanie nowych technik kompozytorskich (aleatoryzm, sonorystyka) oraz muzyki konkretnej i elektroakustycznej. Odrzucił dotychczasową logikę formy muzycznej i sens traktowania jej jako procesu. Zaproponował nowe rozwiązania formalne, np. otwartą formę mobilną (seria utworów zwanych mobilami), w której elementy można dowolnie ze sobą łączyć i zmieniać. Powstała w ten sposób muzyka jest niezwykle obiektywna, abstrakcyjna, niepodobna do konwencjonalnej nowej muzyki. Wprowadził też formę wielowarstwową, zestawiająca czynniki czasu i przestrzeni oraz ideę wielowymiarowości, rozumianej zarówno jako zwielokrotnienie muzycznych kształtów, jak i rozchodzenie się dźwięków w przestrzeni. Taką przestrzenną strukturę zastosował np. w operze Amerika (1966).
W 1967 powstała pierwsza z trzech kompozycji orkiestrowych z cyklu Tableau, pomyślanych kalejdoskopowo, z muzyką rozwijającą się z kilku wątków fakturalnych, traktowanych niemal tematycznie. Partytury tych utworów oparte są na specyficznym zapisie: po prawej stronie jest koordynacyjny diagram partyturowy będący muzycznym uogólnieniem, z którego dyrygent korzysta w czasie wykonania, po lewej zaś – szczegółowe komentarze, mające formę mikrokompozycji realizowanych w najdrobniejszych szczegółach. Innym rodzajem innowacji wprowadzonej przez Haubenstocka-Ramatiego w muzyce orkiestrowej były utwory o specyficznie dobranej obsadzie, ściszonej dynamice i charakterystycznym dla jego idiomu subtelnym, eterycznym brzmieniu, świadczącym o wielkiej wrażliwości autora na barwę i atmosferę kompozycji.
W utworach chóralnych wykorzystał fakturę opartą nie tylko na śpiewie, ale również na mowie, z różnymi jej deformacjami i dynamiką (od szeptu do krzyku). W muzyce fortepianowej wprowadził niemal wszystkie kombinacje fakturalne i osiągnął nowy kształt dźwiękowy, dzięki deformacji spowodowanej masowym brzmieniem nawet 16 fortepianów równocześnie (cykl Miroirs). Utwory kameralne ujął w różnych, często zwielokrotnionych obsadowo formatach (np. seria Multiple), tworząc kompozycje niekonwencjonalne, odległe od stereotypów nowej muzyki kameralnej, a przy tym zapisane w sposób hermetyczny, wręcz elitarny.
Haubenstock-Ramati był najważniejszym europejskim pionierem graficznej notacji. Stworzył i teoretycznie uzasadnił nowe formy zapisu grafiki muzycznej, w tym nowe konstrukcje rytmu, polegające na nawarstwieniu wartości zwykłych, podziałowych i tzw. irracjonalnych. Tym samym stworzył często wykorzystywane w swojej twórczości modele, w których czas, podział rytmiczny i faktura podlegają nowym prawom kompozycyjnym. Jego partytury graficzne są traktowane nie tylko jako muzyczny zapis utworów, ale i autonomiczne dzieła sztuki. Pierwszą ich wystawę zatytułowaną Musikalische Grafik zorganizował w Donaueschingen w 1959.

## Życie prywatne
Był synem Samuela (z zawodu rolnika) i Reginy z d. Gronner (zawarli związek małżeński dnia 20 lutego 1916 r. w Krakowie). Ich syn, Roman Haubenstock (ur. w Toniach, w domu nr 104) miał czworo rodzeństwa: dwóch starszych braci – Jana Jakuba i Józefa, oraz młodszych – siostrę Zofię i brata – Henryka. Po powrocie do Polski w 1947 r., już jako Roman Haubenstock-Ramati – zawarł dnia 13 listopada 1948 r. w Krakowie związek małżeński z Emilią z d. Perlberger. Dnia 9 czerwca 1955 w Tel Awiwie urodził im się syn – Alexander.

## Kompozycje
(na podstawie materiałów źródłowych)
- Trio smyczkowe nr 1 „Ricercari” (1948)
- Bénédictions (Blessings) na sopran (wokaliza) i 9 instrumentów (1951)
- Recitativo ed aria (Konzert für Cembalo und Orchester) (1954)
- Studie in Form, grafika (1954)
- Papageno’s Pocket-Size, koncert na dzwonki i orkiestrę (1956)
- Les Symphonies de timbres na orkiestrę (1957)
- Chants et prismes na orkiestrę (1957)
- Exerque pour une symphonie na taśmę (1957)
- Passacaille na taśmę (1957)
- Chanson populaire na taśmę (1957)
- L’amen de verre na taśmę (1957)
- Ständchen sur le nom de Heinrich Strobel na orkiestrę (1958)
- Petite musique de nuit, mobile na orkiestrę (1958)
- Séquences [wersja I] na skrzypce i orkiestrę podzieloną na 4 grupy (1958)
- Interpolation, mobile na flet (1, 2 lub 3 flety lub też nagrania na taśmie) (1958)
- Liaisons, mobile na wibrafon i marimbafon dla 1 wykonawcy i taśmę lub dla 2 wykonawców (1958)
- Séquences [wersja II] na skrzypce i na orkiestrę kameralną (1958-88)
- Décisions, 10 grafik muzycznych na nieokreślone źródła dźwięku (1959-71)
- Jeux 6, mobile dla 6 perkusistów (1960)
- Credentials or „Think, Think Lucky” na głos (głos mówiony) i 8 instrumentalistów (1960)
- Mobile for Shakespeare na głos i 6 instrumentalistów (1960)
- Twice for Cathy na głos i taśmę (1960)
- Prosa-Texte [wersja I] na 4 chóry recytujące (1962)
- Prosa-Texte [wersja II] na 2 chóry recytujące i 2 plany na taśmie (1962)
- Prosa-Texte [wersja III] na chór recytujący i 3 plany na taśmie (1962)
- Vermutungen über ein dunkles Haus na 3 orkiestry, z tego dwie na uprzednio przygotowanej taśmie (1962-63)
- Amerika, opera w 2 częściach; wg Franza Kafki (1962-64)
- Jeux 2, mobile dla 2 perkusistów (1965)
- Rounds dla 6 wykonawców (1965)
- Multiple 1 na 2 instrumenty smyczkowe ad libitum (1965)
- Multiple 2 na 3 instrumenty smyczkowe, 2 dęte drewniane i 2 dęte blaszane ad libitum (1965)
- Multiple 3 na 2 instrumenty smyczkowe, 2 dęte drewniane i 2 dęte blaszane ad libitum (1965)
- Multiple 4 na 1 instrument dęty drewniany i 1 dęty blaszany ad libitum (1965)
- Multiple 5 na 1 instrument smyczkowy i 1 dęty drewniany ad libitum (1965)
- Multiple 6 na 1 instrument smyczkowy i 1 dęty blaszany ad libitum (1965)
- Klavierstücke I na fortepian (1965)
- Alone 1, grafika na nieokreślony niski instrument i perkusję ad libitum (1965)
- Jeux 4, mobile dla 4 perkusistów (1966)
- Tableau I na orkiestrę (1967)
- Psalm na orkiestrę (1967)
- Symphonie „K” na orkiestrę (1967)
- Comédie, anty-opera w jednym akcie wg Samuela Becketta (1967)
- Catch 1 na 1 lub 2 klawesyny (1968)
- Catch 2 na 1 lub 2 fortepiany (1968)
- Divertimento, collage tekstowy kompozytora wg Platona i in., dla aktorów, tancerzy i (lub) mimów, 2 perkusistów, taśmę lub live electronics ad libitum (1968)
- Alone 2, grafika na zespół (1969)
- Batterie, grafika na perkusję (1969)
- Describe na głos i fortepian (1969)
- Tableau II na orkiestrę (1970)
- Ludus musicalis, 12 modeli dla grup młodych muzyków i dla orkiestr szkolnych (1970)
- Madrigal na 4-głosowy chór mieszany a cappella (1970)
- Tableau III na orkiestrę (1971)
- Multiple 7 na trąbkę i wiolonczelę (1971)
- Konstellationen – mixed media, 25 arkuszy grafiki (1971)
- In memoriam Igor Strawinsky, grafika na nieokreślony instrument (1971)
- Chorographie I na 3 chóry a cappella (1971)
- Act-if, grafika na zespół (1971)
- Discours, grafika na gitarę i głos mówiony (1972)
- Duo, grafika na gitarę i perkusję (1972)
- Kreise, grafika na głos mówiony i perkusję (1972)
- La sonnambula, grafika na śpiew mówiony i gitarę ad libitum (1972)
- Frame, grafika na gitarę solo (1972)
- Kammermusik na orkiestrę (1972)
- Poetics I für James Joyce. The Moon Is Still Blue, grafika na zespół (1972)
- Poetics II für James Joyce. Speload Mc, grafika na zespół (1972)
- Solo, grafika na dowolny instrument strunowy (1972)
- Concerto a tre na fortepian, puzon i perkusję (1973)
- Kwartet smyczkowy nr 1 (1973)
- Hexachord 1 i 2 na 1 lub 2 gitary (1973)
- Shapes 1 na organy (1973)
- Shapes 2 na organy, fortepian, klawesyn i czelestę dla 1, 2 lub 4 wykonawców (1973)
- Pour piano, grafika (1973)
- Sonans, grafika na zespół wokalny i taśmę lub live electronics ad libitum (1973)
- Musik für 12 Instrumente (1974)
- Concerto per archi (1975)
- Sonata wiolonczelowa (1975)
- Endless dla 7 wykonawców (1975)
- Chordophonie 1, mobile na klawesyn (1976)
- Chordophonie 2, mobile na klawikord (1976)
- Symphonien na orkiestrę (1977)
- Kwartet smyczkowy nr 2 (1977)
- Song na perkusję (1978)
- Self I na klarnet basowy (lub klarnet) i live electronics (1978)
- Self II na saksofon altowy i live electronics (1978)
- Polyphonien na 1-4 orkiestry lub orkiestrę z towarzyszeniem taśmy (1978)
- Ulysses. Scenen einer Wanderung, balet – 12 obrazów na taśmę (1979)
- Nocturnes I na orkiestrę (1981)
- Nocturnes II na orkiestrę (1982)
- Ohne Titel, grafika na organy (1983)
- Sonate für Klavier (1983)
- Musik für zwei Klaviere (1983-84)
- Cantando dla 6 wykonawców (1984)
- Mirrors/Miroirs I, mobile na 16 fortepianów (1984)
- Mirrors/Miroirs II, mobile na 8 fortepianów (1984)
- Mirrors/Miroirs III, mobile na 6 fortepianów (1984)
- Schlossbergmusik, instalacja dźwiękowa (1984)
- Nocturnes III na orkiestrę (1985)
- Trio smyczkowe nr 2 (1985)
- Enchaîné na kwartet saksofonowy (1985)
- Für Kandinsky, trio na flet, obój i klarnet (1985)
- Sottovoce na orkiestrę kameralną (1986)
- Trio (Enchaîné II) na flet, obój i fortepian (1986)
- Imaginaire na orkiestrę (1986-87)
- Zeichen für S.B., grafika na solistów i orkiestrę instrumentów szarpanych (1987)
- Beaubourg musique na orkiestrę kameralną (1988)
- Cathédrale I na harfę solo (1988)
- Cathédrale II, mobile na 2-16 harf (1988)
- Extensions na 1 lub 2 marimby (1988)
- For Boguslaw Schaeffer na flety, akordeon, perkusję, instrument klawiszowy i komputer (1989)
- Deux préludes na gitarę (1989)
- Invocations na orkiestrę kameralną (1990)
- Pluriel [wersja I], mobile na 2 skrzypiec, altówkę i wiolonczelę (1991)
- Pluriel [wersja II], mobile na skrzypce, altówkę i wiolonczelę (1991)
- Pluriel [wersja III], mobile na skrzypce i altówkę (1991)
- Pluriel [wersja IV], mobile na skrzypce i wiolonczelę (1991)
- Pluriel [wersja V], mobile na altówkę i wiolonczelę (1991)
- Tenebrae na taśmę (1991)
- Tenebrae II na taśmę i fortepian (1991)
- Adagio I na taśmę (1991)
- Adagio II na saksofon i taśmę (1991)
- Morendo na taśmę (1991)
- Morendo II na flet i taśmę (1991)
- Unruhiges Wohnen, balet (1991-92)
- Nouvoletta I, mobile na flet, fortepian, perkusję i wiolonczelę (1992)
- Nouvoletta II, mobile na flet, fortepian, perkusję i wiolonczelę (1992)
- Nouvoletta II, mobile na flet, fortepian, perkusję i wiolonczelę (1992)
- Nouvoletta III, mobile na flet, harfę, perkusję i czelestę (lub klawesyn) (1992)
- Nouvoletta IV, mobile na flet, perkusję, wiolonczelę i czelestę (lub klawesyn) (1992)
- Nouvoletta V, mobile na flet, wiolonczelę i perkusję (1992)
- Nouvoletta VI, mobile na flet, perkusję i czelestę (lub klawesyn) (1992)
- Nouvoletta VII, mobile na wiolonczelę, perkusję i czelestę (lub klawesyn) (1992)
- Equilibre na zespół kameralny (1993)